# Осыковатое (Кетрисановская сельская община)
Осыковатое (укр. Осикувате) — село в Кетрисановской сельской общине Кропивницкого района Кировоградской области Украины.
До 2020 года входило в Бобринецкий район
Население по переписи 2001 года составляло 114 человек. Почтовый индекс — 27222. Телефонный код — 5257. Занимает площадь 0,551 км². Код КОАТУУ — 3520884205.